# Grotte de Commarque
Pour les articles homonymes, voir Commarque.
La grotte de Commarque est une grotte ornée préhistorique située au château de Commarque, sur le territoire de Sireuil, commune des Eyzies, dans le département de la Dordogne, région Nouvelle-Aquitaine.

## Situation
En Périgord noir, dans le sud-est du département de la Dordogne, la grotte de Commarque se trouve à 2,1 km (à vol d'oiseau) à l'est de Sireuil, dans la vallée de la Grande Beune ou Beune du Nord, en rive gauche (côté sud) du cours d'eau. Elle est au pied d'une falaise de calcaire coniacien supérieur (C7b), surmonté de calcaire santonien (C7e),, falaise sur laquelle a été édifié le château de Commarque.

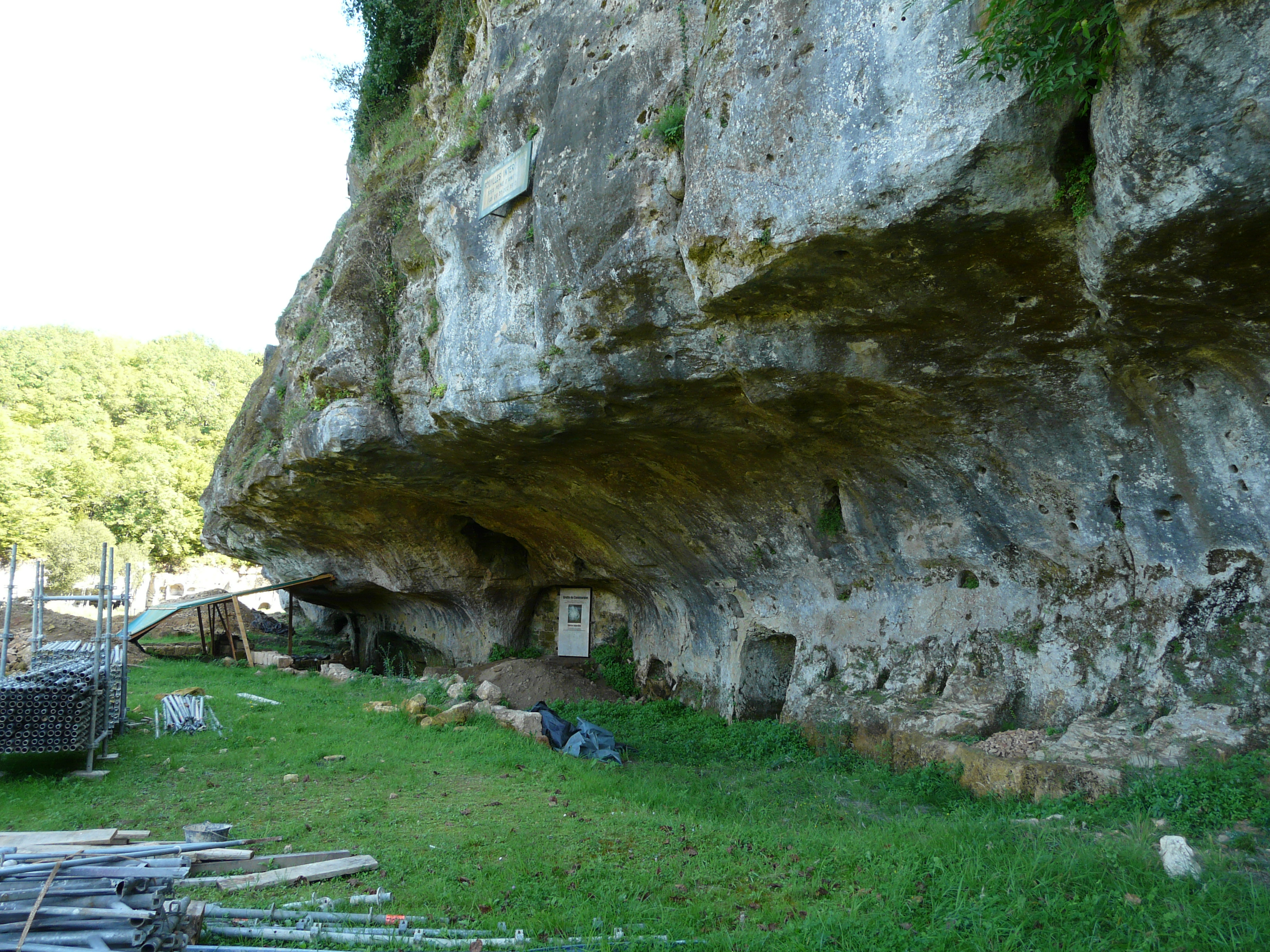
L'entrée de la grotte (porte blanche) sous la falaise de calcaire coniacien.
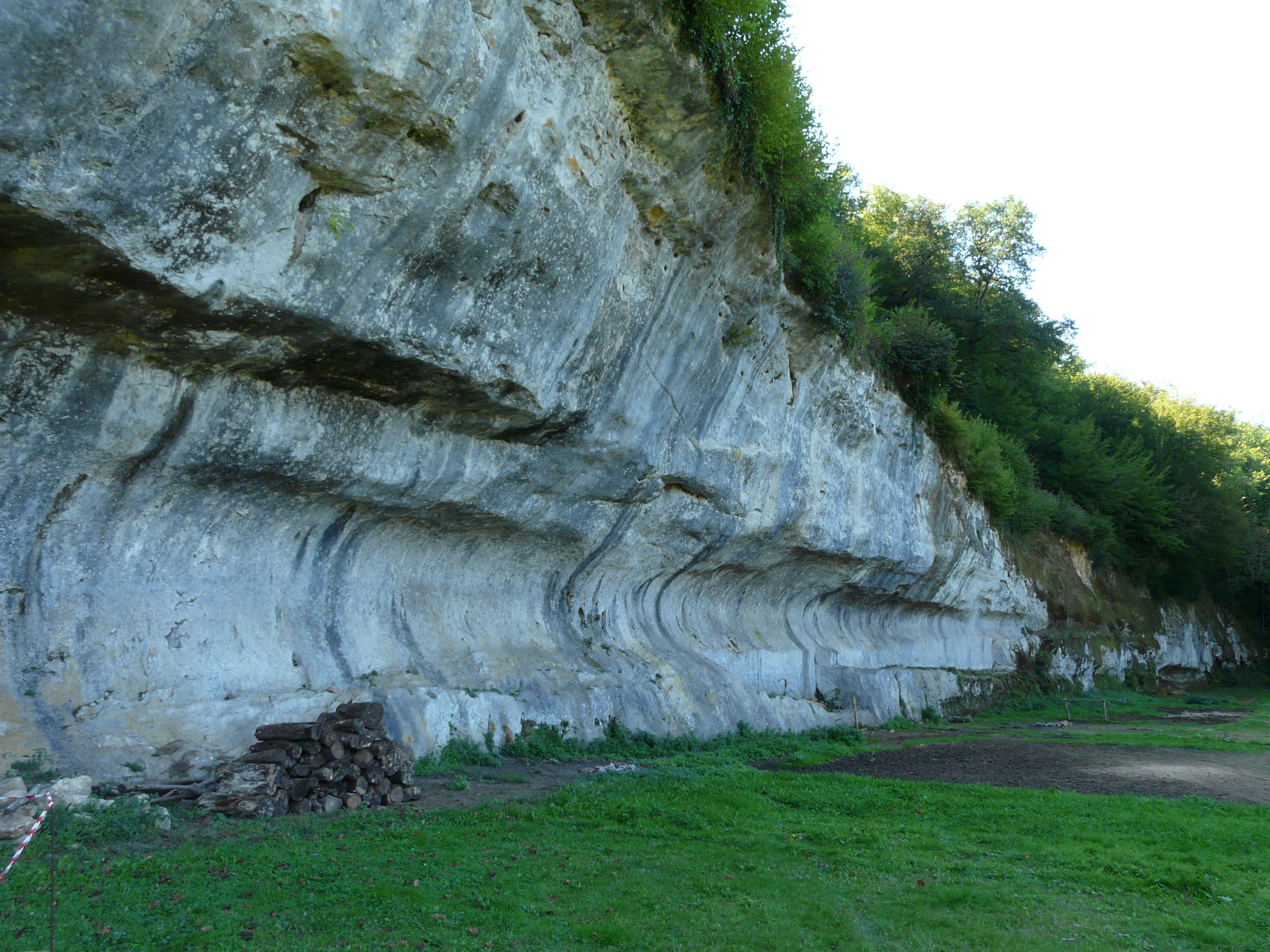
Le pied de la falaise de calcaire proche de la grotte.

Plusieurs sites archéologiques voisins sont célèbres : Cap Blanc (550 m au nord-ouest), Laussel (340 m au nord) et l'abri de la Grèze à 940 m au nord-ouest, tous trois en rive droite de la Grande Beune ; puis Bernifal à peine plus loin à 2,8 km au sud-ouest, et vers l'ouest se trouvent les Combarelles (4,7 km), Font de Gaume (5,7 km), la Mouthe (6,7 km), l'abri Pataud et l'abri de Cro-Magnon (7,1 km), l'abri du Poisson (8,2 km), la Laugerie Basse et la Laugerie Haute (8,3 km),,.

## Toponymie
Le nom du site s'orthographie « Comarque » ou « Commarque », cette graphie adoptée par la carte I.G.N..
La première mention écrite connue du lieu date de l'an 1116 sous la forme Hospitalis de Comarco, suivi par Comarchia en 1356 et Comarca en 1365.

## Description

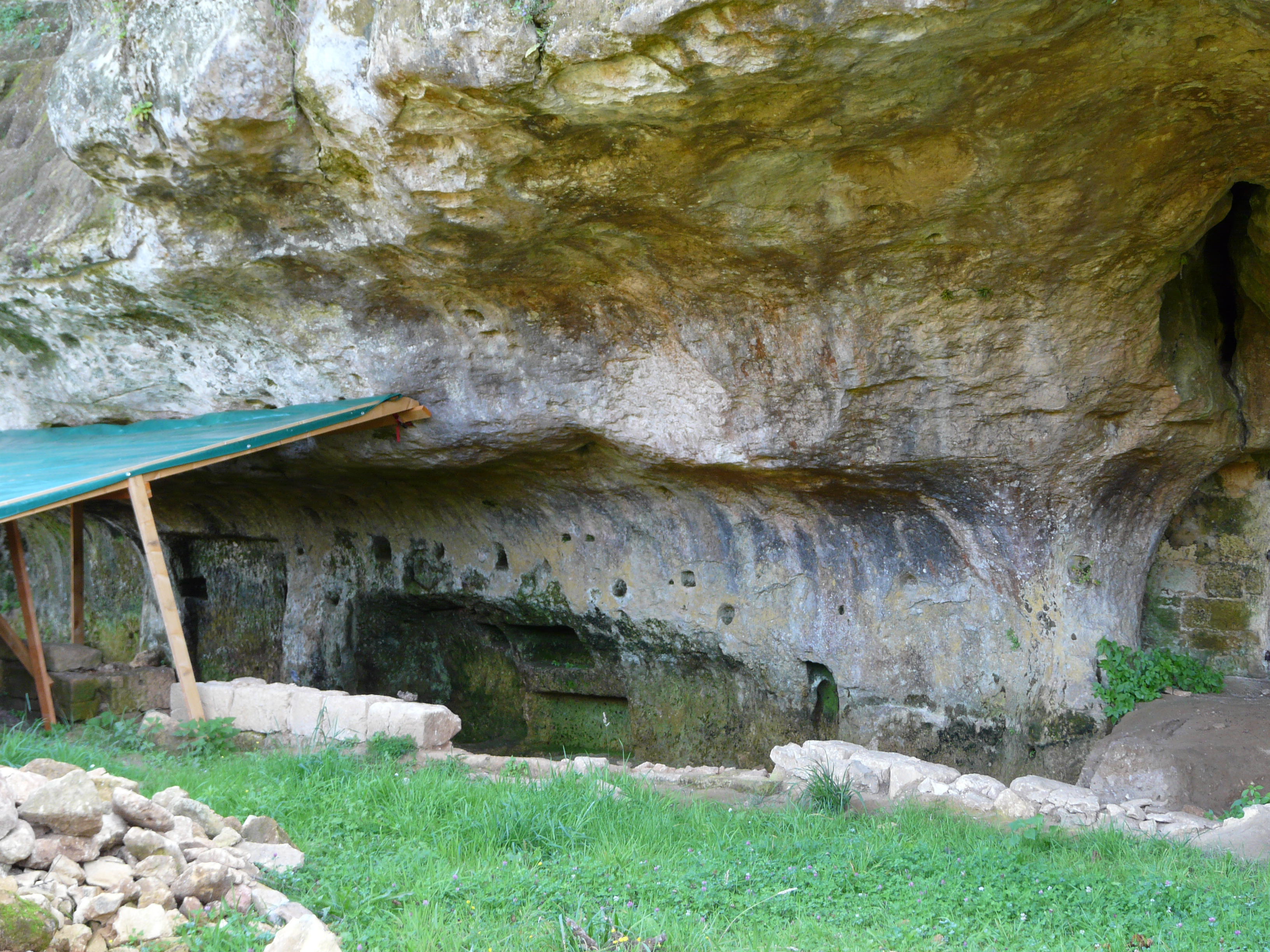
Entrée secondaire de la grotte.

L'entrée de la grotte est de nos jours à environ 95 m d'altitude, à peine plus haut que la Grande Beune. Elle est située dans la partie la plus profonde du porche formé par le creusement du pied de la falaise. Devant elle se trouvent trois gros tas d'éboulis (terre, moellons et rochers mélangés) provenant de la falaise, qui bouchent l'accès à l'entrée en deux endroits.
Le porche d'entrée s'ouvre au nord.
La grotte a un développement d'environ 65 m, avec deux entrées et sur deux étages à l'intérieur.
Entrée secondaire
L'entrée secondaire, de nos jours close par de la maçonnerie, est un boyau étroit et sinueux, incluant une étroite chatière bouchée après 1915, ; ce boyau, que Delluc et al. (1981) appellent « galerie accessoire », débouche sur le côté Est de l'unique salle,. Il est large de 50 cm à 1 m. Elle n'a livré aucun signe de fréquentation paléolithique.
Entrée principale
L'entrée principale débouche directement dans cette même salle. Son porche mesure 2,50 m de large pour 2 m de haut ; il est prolongé vers le haut par une diaclase qui rétrécit en montant.
Salle
La seule salle de la grotte mesure environ 6 × 6 m,, pour une hauteur maximum d'environ 3 m. Elle s'est creusée là où se trouvent trois diaclases perpendiculaires à la façade de la falaise. Son sol actuel est argileux et encombré de blocs de roche et de moellons.
En face du boyau secondaire venant de l'est, se trouvent deux petits diverticules. 

Le premier a une hauteur d'une dizaine de centimètres et est au niveau du sol. H. Breuil y a trouvé « des ossements cassés de Renne, de Cheval et de Grand Bœuf, et des silex magdaléniens ». 

Le second diverticule est à environ 2 m de hauteur du sol actuel. Il se présente comme une lucarne de moins de 1 m de longueur qui relie la salle avec la branche nord-ouest de la galerie du fond (dite « galerie de droite », voir ci-dessous) au niveau du cheval no 27. Cet orifice est impénétrable.
Le fond de cette salle, côté sud, forme un petit couloir (2 m en longueur, en largeur et en hauteur) qui mène à l'intersection avec la galerie du fond.
Les parties inférieures de ses parois portent des marques d'outil métallique indiquant l'emplacement d'aménagements. Les décorations paléolithiques de la salle ont été partiellement détruites par les occupations ultérieures. Sa plus belle pièce est la femme enceinte gravée sur une excroissance de roche (voir plus bas).
Galerie du fond et cheminée
Cette longue galerie étroite et sinueuse est orientée nord-ouest / sud-est. L'intersection avec la salle est marquée par une cheminée haute de 13 m. Au-delà de l'intersection, la galerie présente deux branches :
- la branche nord-ouest, ou « galerie de droite », s'allonge sur environ 22 m. Elle est large de plus ou moins 1 m. Sa hauteur est de 3 à 4 m au début, puis s'élève à une dizaine de mètres de hauteur à mi-distance, là où se présente une autre cheminée. Au fond, le sol s'élève un peu et le plafond s'abaisse : il faut ramper pour avancer plus loin, jusqu'à une chatière terminale très étroite de 3 à 4 m de longueur. Elle contient la majorité des œuvres pariétales[14].

- la branche sud-est, ou « galerie de gauche », a une longueur d'environ 5 m[15] à peu près rectilignes et est très étroite avec seulement environ 50 cm de largeur. Elle débute avec une hauteur de 4 m, qui s'élève à 6 m là où se présente une cheminée. Au fond, son sol est fait d'un éboulis sableux qui s'élève légèrement. Proche du fond, le plafond est teinté en rouge vif sur une épaisseur assez importante pour écarter l'hypothèse d'une coloration artificielle. Cette couleur est due soit à des sels de fer, parfois présents dans ce calcaire ; soit à une source de chaleur importante ; soit à des infiltrations provenant de la surface[14].

Cavité de l'étage supérieur
La cheminée de l'intersection mène à une petite cavité non ornée avec un développement de 8 × 4 m, et est marquée par une adduction d'eau en hiver et une coulée de stalagmite.
Niveau du sol
Le niveau du sol est de nos jours à peu près plan, avec une légère élévation à chaque extrémité de la galerie. Mais il a beaucoup varié au fil des millénaires. Au Magdalénien, il est de 25 cm au-dessus du niveau actuel. Au Néolithique (il y a environ 5000 ans), il est plus haut que le niveau actuel de 80 cm à 1 m. Par contre au Moyen Âge il s'effondre à la suite d'un épisode très pluvieux et se retrouve plus bas de plusieurs mètres ; il s'est alors remblayé depuis cette époque, jusqu'au niveau actuel,.
Ces variations de la hauteur du sol sont visibles par les vestiges d'un sol ancien argileux et parfois charbonneux sur les parois, les cicatrices sur la roche produites par l'élimination d'aspérités, le creusage des parois et l'abattage de blocs avec un outil métallique de 3 à 4 cm de large pour élargir ou dégager le passage.
Approfondissement du porche
Depuis le Paléolithique, le porche sous lequel s'ouvre la grotte s'est approfondi car les alternances de gel et dégel ont délité le calcaire et fait tomber des plaques de roche ; et pensent[Quoi ?] que l'entrée actuelle de la grotte aurait pu ne pas exister en ces temps-là (elle aurait été dégagée par usure progressive de la roche) ; dans ce cas, il aurait alors fallu accéder à la grotte en passant par l'ouverture de la grotte proche à l'est, puis emprunter la chatière entre les deux cavités déjà mentionnée plus haut. Mais deux éléments vont à l'encontre de cette hypothèse : l'existence d'une diaclase à l'aplomb de l'entrée, qui a facilité le creusement naturel ; et la présence de vestiges osseux dont l'emplacement indique un passage d'accès à cet endroit.
Grotte fossile, lessivage
La grotte est peut-être une résurgence fossile. Le lessivage du remplissage des sols sur 2 m d'épaisseur semble être dû à l'eau apportée par les trois cheminées, ce qui n'a pas touché l'extrémité de chaque galerie ni la galerie accessoire. 

## Découvertes et recherches
La grotte est connue de longue date.
Les gravures sont découvertes le 9 août 1915, par Henri Breuil accompagné de Pierre Paris qui a suggéré l'exploration, et des fils de ce dernier,. Henri Breuil revient à Comarque en fin juillet 1919, puis le 25 août 1924, le 1er août 1928, le 13 avril 1929 et le 23 mars 1938.
H. Breuil, Louis Capitan et Denis Peyrony en font une première publication (1915), suivie d'une autre par Annette Laming-Emperaire (1962), puis par A. et Gale Sieveking (en) (1962) et A. Leroi-Gourhan (1965).
Brigitte et Gilles Delluc étudient la grotte de 1977 à 1981 ; ils découvrent de nouvelles figures et effectuent des sondages et des prélèvements pour étudier le contexte archéologique. Ils publient le corpus complété en 1981. Les vestiges osseux ont été étudiés par Thérèse Poulain, Cécile Mourer-Chauviré et Jean Chaline.
Les Delluc, accompagnés de Jean-Pierre Duhard, découvrent une nouvelle figure féminine en relief qu'ils publient en 1993. En 2013, Raux et Hubert de Commarque, propriétaire de la grotte, découvrent de nouvelles figures.

## Stratigraphie
Les sondages et prélèvements effectués en mars 1979 à plusieurs endroits dans la salle ont été singulièrement infructueux. Le sol a été remanié, lessivé, sujet à des fouilles sauvages. Ils ont livré des vestiges de l'occupation moyenâgeuse, mélangés à quelques vestiges préhistoriques, hors de tout contexte cohérent. On a pu constater que l'une des diaclases à l'origine de la formation de la grotte se poursuit sous le sol parallèlement à la paroi ; à son point le plus étroit, elle est large de 60 à 80 cm. Son remplissage contient quatre niveaux de cette période moyenâgeuse,.
Par contre, un sondage dans un endroit (nomenclature Delluc : G2) de la galerie de droite, d'accès très malaisé, a été bien préservé précisément grâce à la difficulté d'accès non seulement par les humains mais aussi par les éléments naturels (lessivages, fouilles d'animaux...). Cette « poche » a fonctionné comme un piège à remplissage et a livré des éléments magdaléniens homogènes : vestiges osseux abondants (plus de 500 grammes d'esquilles) et quelques vestiges lithiques. L'étude palynologique d'Arlette Leroi-Gourhan les a situés à une période très froide ; les datations par le carbone 14 effectuées sur une partie des os donnent 13 370 ± 340 BP (par J. Evin) et 12 710 BP ± 200 (par le laboratoire de Radiocarbone de l'université Claude Bernard, Lyon I à Villeurbanne). Ces dates correspondent à une période tout à la fin du Dryas I (froid) et au début de l'interstade de Bölling (période de réchauffement climatique relatif qui marque la fin de la glaciation de Würm). L'habitat date alors de la fin du Magdalénien III ou du début du Magdalénien IV.
Une autre « poche » de la galerie de droite, la poche C2, a capté des vestiges entraînés là lors d'un lessivage de la grotte, et les vestiges se sont mélangés : le prélèvement palynologique à ce niveau montre un mélange de pollens de diverses époques. La micro-faune de cette poche correspond à une faune de zone périglaciaire, de −20 000 au Dryas II (pour la France).
Vingt-huit fragments d'os provenant de la poche C2 sont ceux d'animaux de l'âge du bronze : un bœuf et deux sangliers. Ces fragments y sont vraisemblablement arrivés depuis la partie antérieure de cette poche, qui montre d'ailleurs des pollens d'époques très mélangées. Sa micro-faune correspond à un climat périglaciaire de la période allant de −20 000 ans au Dryas II jusqu'à environ 14 000 ans BP).

## Occupation préhistorique

### Paléolithique supérieur
Pendant l'occupation de la grotte au cours du Magdalénien III ou au début du Magdalénien IV, le paysage est une prairie avec de nombreuses variétés d'herbacées et très peu d'arbres. Il n'y a ni steppe ni marais.
Selon Delluc et al. (1981), « les graveurs ont connu une galerie étroite, où l'on progressait debout sauf aux extrémités, mais où l'on devait se courber un peu par endroits, notamment au fond de la salle d'entrée pour accéder à la bifurcation, dans la galerie de droite pour rejoindre le panneau du cheval n° 13 et peut-être aussi au niveau de l'orifice d'entrée lui-même. ».
La partie habitée au Magdalénien se trouve près de l'entrée.

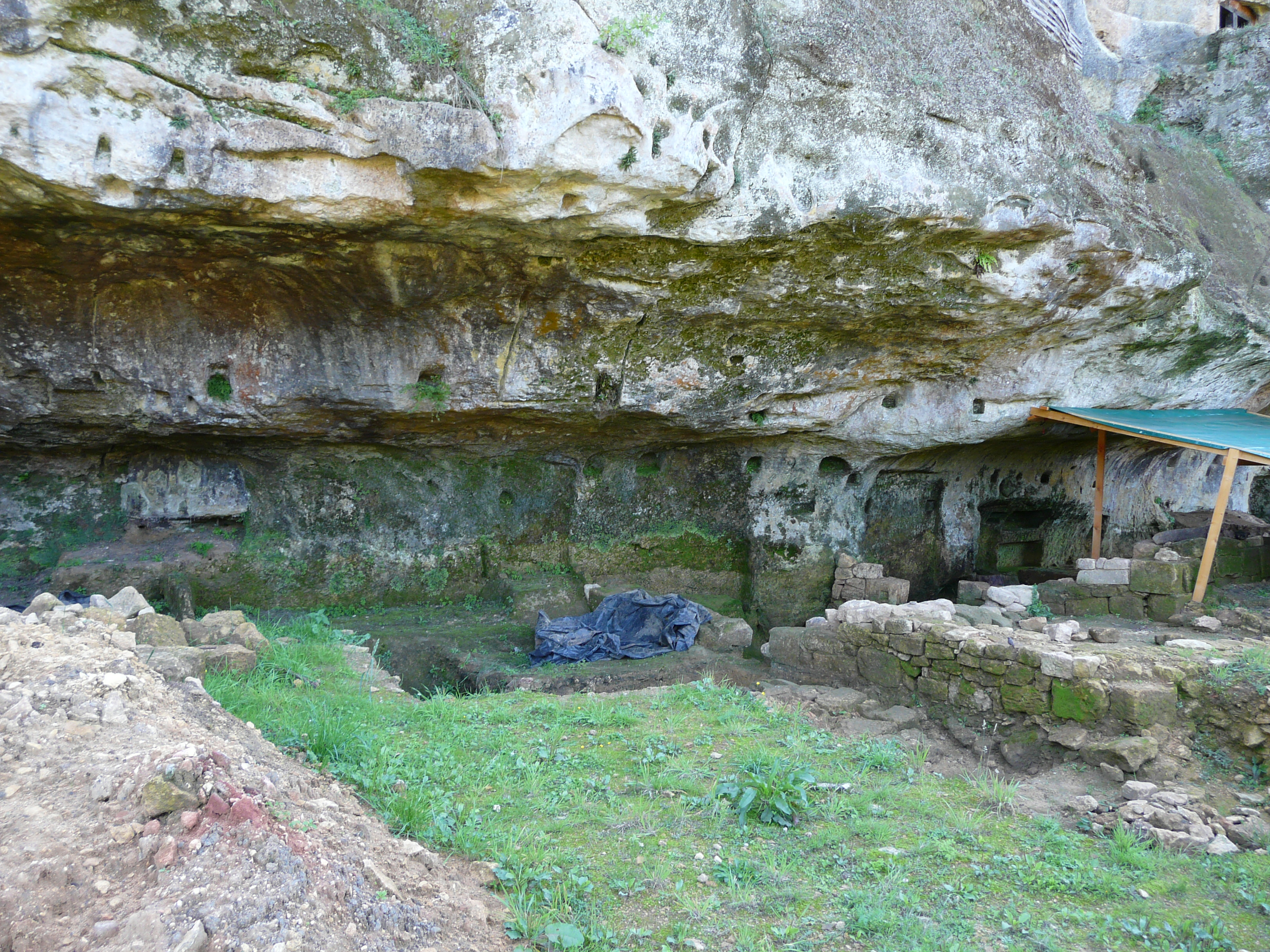
Le débord formant un porche est creusé à intervalles réguliers de mortaises de poutres pour un toit (médiéval).

### Néolithique / âge du bronze
À la fin du Néolithique ou à l'âge du bronze, il y a environ 5 000 / 4 000 ans AP, le sol est rehaussé d'environ 80 cm. Le coteau est couvert d'une forêt de tilleuls accompagnés de quelques chênes, noisetiers, aulnes et fougères ; sur la prairie devant la caverne se trouve un champ de céréales. Des branches d'arbres (noisetiers surtout, sont apportées dans la grotte ; et à l'époque où le sol a atteint cette hauteur, la grotte reçoit quelques aménagements pour pouvoir y circuler debout et certaines figures deviennent lustrées par des passages répétés d'animaux, probablement animaux d'élevage - ce qui suggère que la grotte est alors utilisée comme bergerie.

### Temps postérieurs
Après cette période de l'âge du bronze, les couches supérieures du sol ont été retirées. Lorsque le château a été construit, il a fallu remblayer pour niveler le sol sur la diaclase de la salle d'entrée. 
Par la suite, elle est fréquentée à plusieurs reprises ; en témoignent des aménagements pariétaux liés à une occupation troglodytique.
On trouve aussi un graffito gravé : « A Monicault 1872 » dans la galerie de gauche.

## Gravures - sculptures
La décoration, gravée et sculptée, date du Magdalénien IV ancien et se trouve principalement dans la galerie du fond, dans sa bifurcation mais surtout dans sa partie droite plus au fond. 
On y trouve onze figures anthropomorphes, un nombre élevé en regard de la taille relativement modeste de la grotte. Ce sont : une femme enceinte, une tête de profil, une tête bestialisée, trois profils féminins schématisés et cinq vulves.
S'y trouvent aussi des gravures imitant des pattes postérieures d'ours et des empreintes d'oiseau.

### Le grand cheval de Commarque, mi-sculpté mi-gravé
Cette sculpture de taille presque grandeur nature est située assez loin de l'entrée, à un endroit qui, selon R. Pigeaud, a probablement toujours été dans le noir ; mais C. Jègues-Wolkiewiez indique que « dans le sanctuaire magdalénien de Commarque, comme à Lascaux, le coucher solsticial d’été pénètre la grotte ornée […] ».

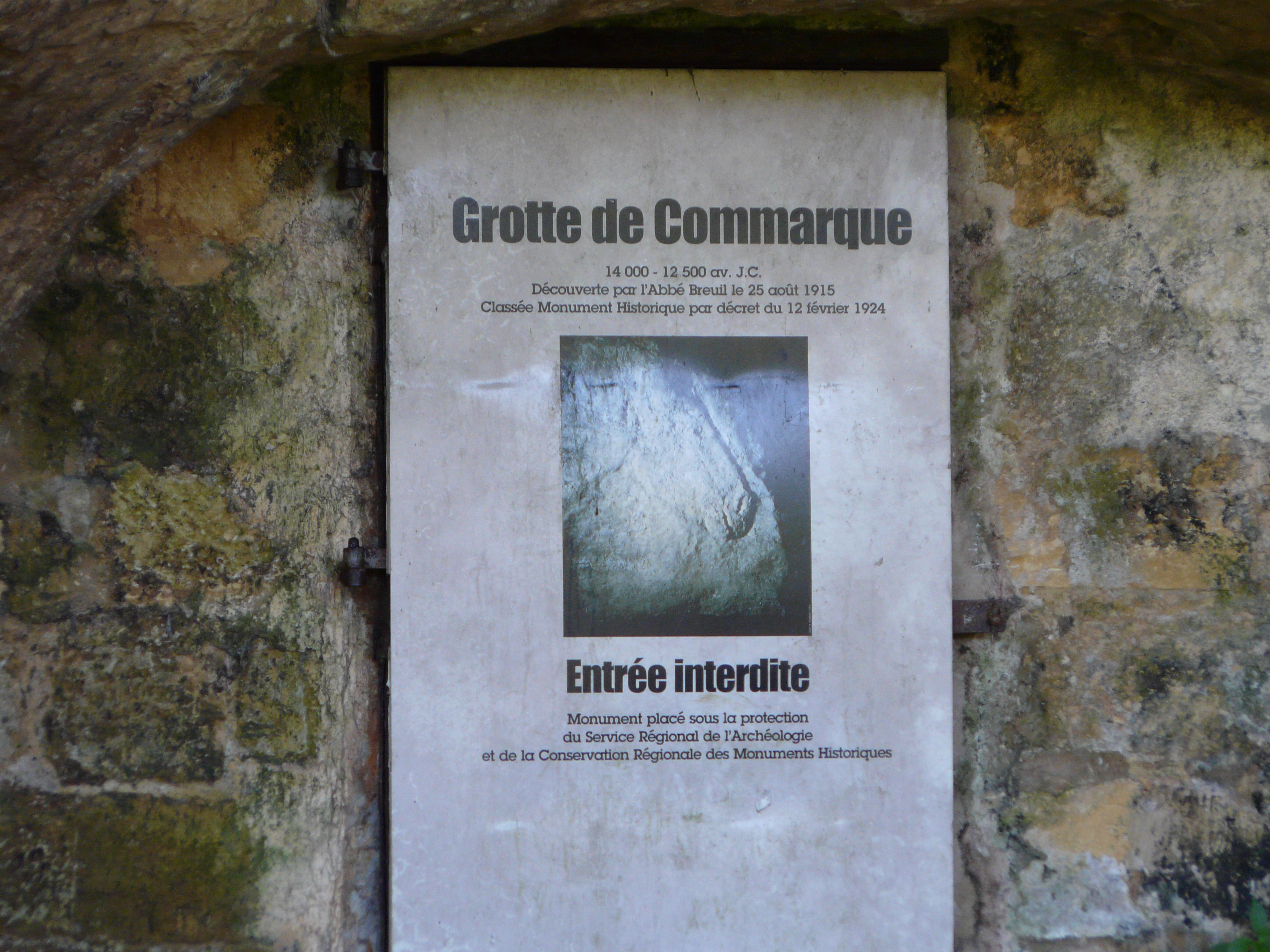
La tête du grand cheval de Commarque,
sur la porte fermant l'entrée de la grotte

Mi-gravé, mi-sculpté, ce cheval est composé d'une combinaison de haut- et de bas relief ; mais aussi le grand cheval de Commarque donne un exemple type d'utilisation des reliefs et volumes de la paroi, témoignant d'une « science de la paroi » bien établie.
La tête est faite de piquetages et de gravures profondes, mais elle intègre aussi beaucoup d'éléments naturels : trois protubérances de la roche représentent les oreilles,, un trou naturel est utilisé pour l'angle interne de l’œil, la crinière est représentée par 5 ou 6 coulées d'oxyde de fer. Pigeaud pense que ces éléments naturels servent de points de repère pour construire la figure. 

La tête de ce cheval, comme le pseudo-félin de La Ferrassie, sont des exceptions à la règle avancée par Annette Laming-Emperaire d'une opposition entre gravures profondes (ou sculptures) de plein air et gravures fines des grottes profondes. Cette tête a d'ailleurs été retaillée sur la ligne de front, probablement au Néolithique ; la cicatrice résultante est nettement visible.
L'intervention du sculpteur est plus rare pour le reste du corps : antérieur gauche piqueté, rein représenté par un trait gravé, deux traits pour la croupe, un trait gravé en forme de « S » vertical peut-être pour terminer la crinière. L'abdomen, convexe, est peut-être partiellement artificiel. Le reste du corps (antérieur droit, ventre) est représenté par des éléments naturels de la paroi. Son corps est pratiquement exempt de tracés.
Une datation C14 d'un morceau de couche en place a été réalisée, mais regrettablement sans contact avec les œuvres ; elle a donné un âge de 13370 ± 340 AP.
Enfin, en se frottant contre la paroi, les moutons du Néolithique ont adouci les aspérités du bas-relief. Mais les bergers semblent avoir délibérément évité la destruction du grand cheval : à leur époque, le niveau plus élevé du sol a rétréci la galerie ; pour mieux circuler, ils détruisent une protubérance rocheuse barrant leur chemin, mais ils s'arrêtent au ras de la ligne du chanfrein du grand cheval,.

### Gravure d'un corps de femme enceinte sur relief naturel
Dans la première salle, un relief naturel dans la surface de roche a été gravé de quelques traits pour figurer un corps de femme enceinte,. Cette figure découverte par J.P. Duhard a été publiée en 1993.

### Autres

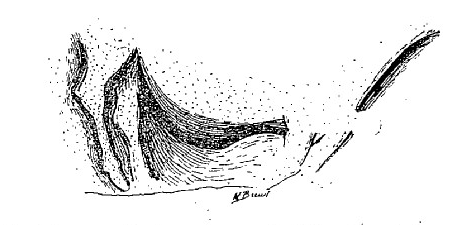
Gravure de cheval à 2 m à droite de l'entrée. Relevé de 1915

Les traits gravés paléolithiques d'un jeune bouquetin ont été malhabilement repassés au charbon au cours du XXe siècle, sans doute pour "améliorer la visibilité" de la figure. André Leroi-Gourhan a nettoyé ce charbon à l'eau dans les années 1950.
À un mètre ou deux, à droite de l'entrée, face au fond de la salle et donc abritée du passage de l'entrée, se trouve une gravure qu'il est aisé de manquer car, comme le disent Capitan, Breuil et Peyrony (1915), « il faut, pour l'apercevoir, faire face au jour et se retourner en pénétrant dans la grotte. ». 

Celle du bas est un cheval (voir ci-contre), ou plutôt une jument, avec un ventre très rebondi gravé en très haut relief comme les figures à Cap Blanc. Elle mesure 60 cm de long. Ils ne mentionnent que le cheval. 

En 1965, Leroi-Gourhan mentionne « des traits de contours de deux reliefs complètement érodés, l'un d'eux est un cheval » mais sans plus de commentaires. 

En 1981, B. et G. Delluc donnent une photo de la gravure et notent en légende qu'il s'agirait d'un seul animal, corps et antérieurs. Leur description très détaillée mentionne que « le bord interne de la ligne de ventre est marqué de 2 traits subverticaux (profondeur= 2 mm) dont un très court, sans lien apparent avec la représentation animale ». 

En 2013 P,. Raux interprète ces deux traits comme un signe vulvaire. Puis il s'avise que sa lecture est incomplète et publie un complément en 2015 : il y voit, superposée au cheval, une tête barbue qui peut être celle d'un bison sans cornes ou d'un homme ; une partie de la figure pourrait être un œil de mammouth triangulaire comme ceux des mammouths de Rouffignac, Bernifal et Font-de-Gaume (mais ce serait alors la première représentation de mammouth trouvée dans la grotte) ; et sur la partie droite de la gravure, un bas-ventre féminin, voire une représentation féminine, au graphisme similaire à celui de la gravure qui se trouve sur la paroi opposée, décrite elle aussi en 1994 par Delluc et al. et associée à un cervidé par Raux en 1914.

## Mobilier
Les vestiges lithiques homogènes et attribuables au Magdalénien recueillis dans la galerie de droite comprennent : 2 burins (1 dièdre d'axe sur lame et 1 burin transverse oblique sur lame à crête), 1 perçoir d'axe sur lame brute, 7 lames, 1 fragment de lamelle, 13 éclats et 1 casson. Ils étaient mélangés aux vestiges osseux.
Un burin trouvé dans la poche C2 porte des traces d'usure sur un de ses bords ; il rappelle les outils de gravure trouvés à Lascaux décrits par Jacques Allain (1979),.
La même opposition numérique se retrouve ici comme à Lascaux, Arcy-sur-Cure et ailleurs, entre les figurations d'animaux (surtout des chevaux) et ceux chassés (pas de vestiges de chevaux).

## Faune
Les animaux, faune et micro-faune, sont comme les pollens caractéristiques d'un climat froid et sec.
Le renne (23 individus), tué pendant l'été, représente les trois-quarts de la faune. Les autres vestiges d'animaux sont ceux de 3 grands bœufs, un bouquetin, un lièvre variable et deux renards polaires. Les rennes, bœufs et bouquetin ont été découpés. Les peaux des rennes et les renards polaires semblent avoir été réservées. Pour les oiseaux, sont notés trois lagopèdes chassés par l'homme.
La poche C2 (dans la galerie de droite) a livré essentiellement 236 fragments d'os de renne déterminés, qui portent presque tous des marques de découpage et de décarnisation ; ainsi que des os de bouquetin, de renard polaire et de lièvre variable. 28 fragments d'os provenant de la poche C2 sont ceux d'animaux de l'Âge du Bronze : un bœuf et deux sangliers.
La grotte a aussi livré quelques vestiges osseux d'une quinzaine d'animaux domestiques et sauvages : bœuf, porc, mouton, sanglier, marqués de traces de découpage, datant de l'occupation à la fin du Néolithique ou à l'Âge du Bronze, il y a environ 5 000 / 4 000 ans AP. 

## Archéoacoustique
Les sites archéologiques qui ont livré de l'art pariétal du Paléolithique supérieur ont des échos particulièrement notables. La majorité de leurs figures artistiques représentent des ongulés. 
La vallée de la Beune au niveau de Cap Blanc, Laussel et Commarque produit des sons ressemblant à un galop. On peut entendre des échos distincts à travers la vallée, venant de divers flancs de coteaux, ce qui donne l'impression que la source du son bouge. Cap Blanc est renommé pour ses grands bas-reliefs de chevaux et de bisons ; et à Cap Blanc, la source de l'écho le plus fort est Commarque.

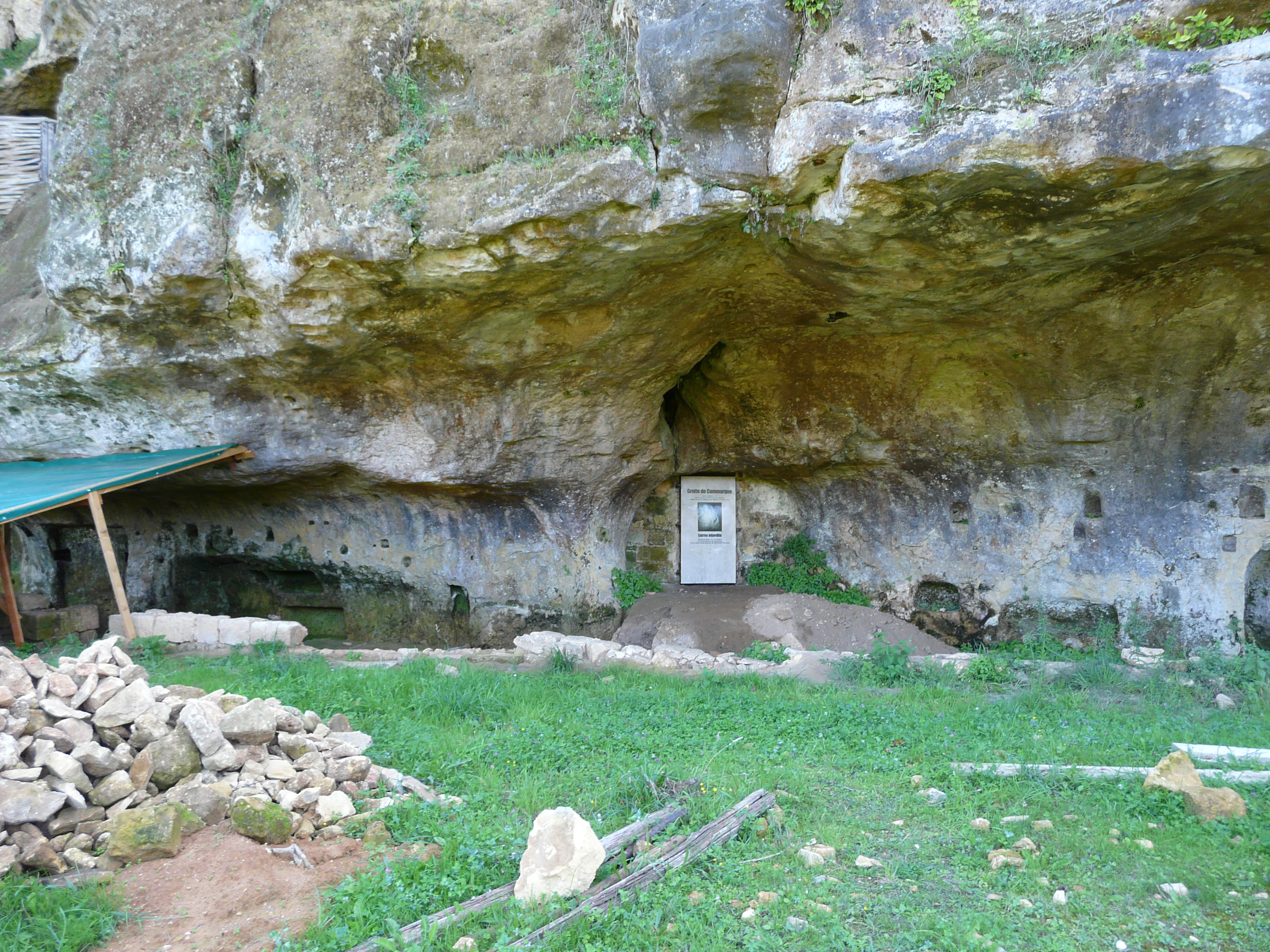
Entrée de la grotte, fermée par la porte blanche dans de la maçonnerie.

## Visites
La grotte de Commarque est une propriété privée et ne se visite pas.
L'abri troglodytique et la grotte sont le décor principal du roman de Robert Merle : Malevil (N.R.F., 1972).

## Protection
Elle est classée Monument historique depuis le 12 février 1924,.